# Payne Stewart
Pour les articles homonymes, voir William Stewart et Stewart.
William Payne Stewart, né le 30 janvier 1957 à Springfield (Missouri) et mort le 25 octobre 1999 dans le Dakota du Sud, est un golfeur américain.
Après avoir joint le tour PGA en 1976, Il remporta onze tournois professionnels, dont trois titres du Grand Chelem avec l'USPGA en 1989 et l'US Open en 1991 et 1999. Il gagna aussi deux fois le Trophée du roi Hassan II au Maroc. Il représenta les États-Unis lors de cinq éditions de la  Ryder Cup et à la Coupe du monde de golf.
Stewart se distinguait également par son style vestimentaire élégant et rétro, en étant le dernier adepte des knickers (pantalon de golf à l'ancienne), et en apportant un soin particulier au choix de ses chaussures (souvent en peau de crocodile).
Stewart est mort le 25 octobre 1999 dans un crash aérien au Dakota du Sud. Le Learjet 35 qui décolle d'Orlando en Floride avec six personnes à bord subi une dépressurisation les tuant, et s'écrase à court de carburant.

## Palmarès

### PGA Tour
- 1982 Quad Cities Open
- 1983 Walt Disney World Golf Classic
- 1987 Hertz Bay Hill Classic
- 1989 MCI Heritage Classic, USPGA
- 1990 MCI Heritage Classic, GTE Byron Nelson Golf Classic
- 1991 U.S. Open
- 1995 Shell Houston Open
- 1999 [Pinehurst]U.S. Open

### Ryder Cup
- Participation en 1987, 1989, 1991, 1993, 1999
- Victoire en 1991, 1993, 1999